# Jordi Bayarri Dolz
Jordi Bayarri Dolz   (1972) és un historietista valencià.

## Biografia
Llicenciat en Belles arts en la Universitat Politècnica de València, ha publicat un bon nombre de còmics de diversos gèneres d'aventura: Entre tinieblas, ambientat en un món plagat de criatures sobrenaturals; Piel de Dragón, de fantasia heroica; Titán del pasado, d'escenari futurista; Allien College, que bàsicament tracta sobre col·legiales amb roba ajustada lluitant contra extraterrestres malvats...
Però potser la seua obra més popular segueixi sent Magia & Acero, que publica des de 1998. Aquesta sèrie de tall eròtic-festiu i ambientació fantàstic-medieval, s'ha convertit amb els anys en una de les col·leccions espanyoles més populars i amb una sorprenent continuïtat. Comença a publicar-se sota el segell "Anillo de Sirio", sent una de les capçaleres fundadores del segell 7 Monos, però la seua creixent popularitat (premi al Millor Còmic Eròtic en el Saló del Còmic de Barcelona de 2002) possibilita una cuidada edició, a color a partir del núm. 12, un luxe gens comú en un autor autoeditat.
En 2012 comença a publicar la seua Col·lecció Científics, finançada mitjançant micromecenatge. Aquesta la conformen: Darwin, la evolución de la teoría, Galileo, el mensajero de las estrellas, Newton, la gravedad en acción i Marie Curie, la actividad del radio. En aquesta col·lecció va comptar amb la col·laboració de Tayra Lanuza, doctora en història de la ciència i investigadora del CSIC. En cas de seguir aconseguint el finançament, seguirà amb la col·lecció amb, Marie Curie i Albert Einstein. El 25 de febrer de 2015 anuncia el següent còmic Ramón y Cajal, una vida al microsopio basat en les recerques del guanyador del Nobel Santiago Ramón y Cajal que comença a distribuir-se al juliol d'aquest any. El següent projecte de la col·lecció estarà dedicat a Aristòtil.

## Estil
Despreocupats, simpàtics, que fugen d'alló pretensiós, sempre amb el seu característic humor picant, els seus còmics són ben populars i un excel·lent exemple d'historieta d'evasió.

## Premis
- 2002 - Millor còmic eròtic del Saló Internacional del Còmic de Barcelona per 7 Monos.